# Квалификације за Светско првенство у фудбалу 2026 — УЕФА група Х
Група Х европских квалификација за Светско првенство у фудбалу 2026. се састоји од 5 репрезентација: Аустрија, Румунија, Босна и Херцеговина, Кипар и Сан Марино.

## Табела
| Легенда                                           |
| ------------------------------------------------- |
| Репрезентација која се квалификује у првом кругу  |
| Репрезентација која иде у бараж након првог круга |

| Табела групе Х | Табела групе Х      | Табела групе Х | Табела групе Х | Табела групе Х | Табела групе Х | Табела групе Х | Табела групе Х | Табела групе Х | Табела групе Х |  |                     |          |          |       |            |  | Домаћи | Домаћи | Домаћи | Домаћи | Домаћи | Домаћи | Домаћи | Гости | Гости | Гости | Гости | Гости | Гости | Гости |
|                | Репрезентација      | И              | Д              | Н              | И              | ДГ             | ПГ             | ГР             | Бод.           |  | Босна и Херцеговина | Аустрија | Румунија | Кипар | Сан Марино |  | И      | Д      | Н      | И      | ДГ     | ПГ     | Бод.   | И     | Д     | Н     | И     | ДГ    | ПГ    | Бод.  |
| 1.             | Босна и Херцеговина | 3              | 3              | 0              | 0              | 4              | 1              | +3             | 9              |  | -                   |          |          | 2:1   | 1:0        |  | 2      | 2      | 0      | 0      | 3      | 1      | 6      | 1     | 1     | 0     | 0     | 1     | 0     | 3     |
| 2.             | Аустрија            | 2              | 2              | 0              | 0              | 6              | 1              | +5             | 6              |  |                     | -        | 2:1      |       |            |  | 1      | 1      | 0      | 0      | 2      | 1      | 3      | 1     | 1     | 0     | 0     | 4     | 0     | 3     |
| 3.             | Румунија            | 4              | 2              | 0              | 2              | 8              | 4              | +4             | 6              |  | 0:1                 |          | -        | 2:0   |            |  | 2      | 1      | 0      | 1      | 2      | 1      | 3      | 2     | 1     | 0     | 1     | 6     | 3     | 3     |
| 4.             | Кипар               | 3              | 1              | 0              | 2              | 3              | 4              | -1             | 3              |  |                     |          |          | -     | 2:0        |  | 1      | 1      | 0      | 0      | 2      | 0      | 3      | 2     | 0     | 0     | 2     | 1     | 4     | 0     |
| 5.             | Сан Марино          | 4              | 0              | 0              | 4              | 1              | 12             | -11            | 0              |  |                     | 0:4      | 1:5      |       | -          |  | 2      | 0      | 0      | 2      | 1      | 9      | 0      | 2     | 0     | 0     | 2     | 0     | 3     | 0     |

## Резултати
| Кипар                   | 2:0    | Сан Марино |
| ----------------------- | ------ | ---------- |
| Питас 55’ · Какоули 86’ | Детаљи |            |

| Румунија | 0:1    | Босна и Херцеговина |
| -------- | ------ | ------------------- |
|          | Детаљи | Гиговић 14’         |

| Босна и Херцеговина              | 2:1    | Кипар       |
| -------------------------------- | ------ | ----------- |
| Демировић 22’ · Хајрадиновић 56’ | Детаљи | Питас 45+2’ |

| Сан Марино | 1:5    | Румунија                                                                          |
| ---------- | ------ | --------------------------------------------------------------------------------- |
| Цанони 67’ | Детаљи | Чеволи 6’ (аг.) · Попеску 44’ · Марин 55’ (пен.) · Хађи 75’ (пен.) · Алибек 90+5’ |

| Босна и Херцеговина | 1:0    | Сан Марино |
| ------------------- | ------ | ---------- |
| Џеко 66’            | Детаљи |            |

| Аустрија                   | 2:1    | Румунија     |
| -------------------------- | ------ | ------------ |
| Грегорич 42’ · Сабицер 60’ | Детаљи | Танасе 90+4’ |

| Румунија               | 2:0    | Кипар |
| ---------------------- | ------ | ----- |
| Танасе 43’ · Ман 45+2’ | Детаљи |       |

| Сан Марино | 0:4    | Аустрија                                            |
| ---------- | ------ | --------------------------------------------------- |
|            | Детаљи | Арнаутовић 3’, 15’ · Грегорич 11’ · Баумгартнер 27’ |

| Аустрија | v      | Кипар |
| -------- | ------ | ----- |
|          | Детаљи |       |

| Сан Марино | v      | Босна и Херцеговина |
| ---------- | ------ | ------------------- |
|            | Детаљи |                     |

| Босна и Херцеговина | v      | Аустрија |
| ------------------- | ------ | -------- |
|                     | Детаљи |          |

| Кипар | v      | Румунија |
| ----- | ------ | -------- |
|       | Детаљи |          |

| Аустрија | v      | Сан Марино |
| -------- | ------ | ---------- |
|          | Детаљи |            |

| Кипар | v      | Босна и Херцеговина |
| ----- | ------ | ------------------- |
|       | Детаљи |                     |

| Сан Марино | v      | Кипар |
| ---------- | ------ | ----- |
|            | Детаљи |       |

| Румунија | v      | Аустрија |
| -------- | ------ | -------- |
|          | Детаљи |          |

| Кипар | v      | Аустрија |
| ----- | ------ | -------- |
|       | Детаљи |          |

| Босна и Херцеговина | v      | Румунија |
| ------------------- | ------ | -------- |
|                     | Детаљи |          |

| Аустрија | v      | Босна и Херцеговина |
| -------- | ------ | ------------------- |
|          | Детаљи |                     |

| Румунија | v      | Сан Марино |
| -------- | ------ | ---------- |
|          | Детаљи |            |

## Стрелци
4 гола
|  |  |  |

3 гола
|  |  |  |

2 гола
| - Марко Арнаутовић - Михаел Грегорич | - Јоанис Питас | - Флорин Танасе |

1 гол
| - Кристоф Баумгартнер - Марсел Сабицер - Армин Гиговић - Един Џеко - Ермедин Демировић | - Харис Хајрадиновић - Андроникос Какоули - Денис Алибек - Денис Ман | - Јанис Хађи - Михаи Попеску - Разван Марин - Самуеле Цанони |

Аутогол
| - Микеле Чеволи (против Румуније) |